# Liste der Naturdenkmale in Helmenzen
Die Liste der Naturdenkmale in Helmenzen nennt die im Gemeindegebiet von Helmenzen ausgewiesenen Naturdenkmale (Stand 15. Februar 2024).

## Naturdenkmale
| Nr.         | Bezeichnung          | Lage                    | Beschreibung            | Bild                                    |
| ----------- | -------------------- | ----------------------- | ----------------------- | --------------------------------------- |
| ND-7132-396 | Baumgruppe Helmenzen | Hohlweg, bei Nr. 6 Lage | Quercus sp., drei Bäume | Direkt Bild zu diesem Denkmal hochladen |